# Marina Rodnina
Marina Vladimirovna Rodnina (in ucraino Марина Володимирівна Родніна?, Maryna Volodymyrivna Rodnina; Kiev, 19 novembre 1960) è una biochimica ucraina naturalizzata tedesca, direttrice del Dipartimento di Biochimica Fisica dell'Istituto Karl Friedrich Bonhoeffer di Gottinga presso la Società Max Planck. La sua ricerca si concentra sul funzionamento dei ribosomi, le fabbriche proteiche delle cellule.

## Biografia
Nata a Kiev, Rodnina ha studiato biologia all'Università di Kiev e ha conseguito il dottorato in biologia molecolare e genetica nel 1989. Dal 1990 al 1992, è stata ricercatrice presso la Alexander von Humboldt Foundation dell'Università di Witten / Herdecke. In seguito, è stata assistente di ricerca presso la stessa università e ha ricevuto la sua abilitazione nel 1997. Dal 1998 al 2008, è stata docente alla Witten / Herdecke University. Dal 2008 è direttrice del Max Planck Institute for Biophysical Chemistry.

## Carriera
La ricerca di Marina Rodnina si concentra su proteine di grandi dimensioni come il ribosoma (che viene chiamato la "fabbrica produttrice di proteine" della cellula) e la sua funzionalità come macchina macromolecolare, i fattori di traduzione delle informazioni genetiche in catene complesse di aminoacidi, nonché i meccanismi di ricodifica traslazionale e piegatura co-traslazionale. Ha contribuito alla scoperta di un complesso meccanismo di selezione che permette di ridurre al minimo gli errori nella biosintesi delle proteine. I risultati della sua ricerca possono essere applicati allo sviluppo di nuovi antimicrobici. La prima a visualizzare l'attività di un ribosoma con l'aiuto di un microscopio crioelettronico 3D, ho aperto in questo modo la strada all'uso dei metodi di fluorescenza e quelli cinetici congiunti alla biochimica quantitativa per risolvere i meccanismi di traduzione.

## Pubblicazioni
- Fischer, N., Konevega, AL, Wintermeyer, W., Rodnina, MV, Stark, H. (2010) Ribosome dynamics and tRNA movement as visualized by time-resolved electron cryomicroscopy. Nature 466, 329-333.
- Milon, P., Konevega, AL, Gualerzi, CO, Rodnina, MC (2008) Kinetic checkpoint at a late step in translation initiation. Mol. Cella 30, 712-720.
- Konevega, AL, Fischer, N., Semenkov, YP, Stark, H., Wintermeyer, W. e Rodnina, MV (2007) Spontaneous reverse movement of tRNA-mRNA through the ribosome. Nature Struct. Mol. Biol. 14, 318-324.
- Bieling, P., Beringer, M., Adio, S. e Rodnina, MV (2006) Peptide bond formation does not involve acid-base catalysis by ribosomal residues. Nature Struct. Mol. Biol. 13, 423-428.
- Gromadski, KB, Daviter, T. e Rodnina, MV (2006) A uniform response to mismatches in codon-anticodon complexes ensures ribosomal fidelity. Mol. Cell. 21, 369-377.
- Diaconu, M., Kothe, U., Schlünzen, F., Fischer, N., Harms, J., Tonevitski, AG, Stark, H., Rodnina, MV e Wahl, MC (2005) Structural basis for the function of the ribosomal L7/L12 stalk in factor binding and activation of GTP hydrolysis. Cella 121, 991-1004
- Sievers, A., Beringer, M., Rodnina, MV e Wolfenden, R. (2004) The ribosome as an entropy trap. Proc. Natl. Acad. Sci USA 101, 7897-7901.
- Pape T., Wintermeyer, W. e Rodnina, MV (2000) Conformational switch in the decoding region of 16S rRNA during aminoacyl-tRNA selection on the ribosome. Nature Struct. Biol. 7, 104-107.
- Rodnina MV, Pape T., Wintermeyer W. Induced fit in initial selection and proofreading of aminoacyl-tRNA on the ribosome. - EMBO J., 1 luglio 1999. - Vol. 18 . - No. 13 . - S. 3800-3807 . - ISSN 1460-2075 . - DOI : 10.1093 / emboj / 18.13.3800 . - PMID 10393195 .
- Rodnina MV, Savelsbergh A., Katunin VI, Wintermeyer W. Hydrolysis of GTP by elongation factor G drives tRNA movement on the ribosome . - Nature , 2 giugno 1997. - Vol. 6611 . - S. 37-41 . - ISSN 0028-0836 . - DOI : 10.1038 / 385037a0 . - PMID 8985244 .

## Premi e riconoscimenti
- Componente dell'European Molecular Biology Organization dal 2004
- Componente dell'Accademia delle scienze di Gottinga
- Componente dell'Accademia delle scienze Leopoldina dal 2008[6][3]
- Hans Neurath Award nel 2015[7]
- Gottfried Wilhelm Leibniz Prize nel 2016[8]
- Otto Warburg Medal nel 2019[9]